# Charl Schwartzel
Charl Adriaan Schwartzel (født 31. august 1984 i Johannesburg, Sydafrika) er en sydafrikansk golfspiller, der er bedst kendt for at vinde US Masters i 2011. Han vandt turneringen med et to slags forspring til Adam Scott og Jason Day fra Australien.
Schwartzel har i alt gennem sin karriere vundet syv sejre på Europatouren.

## Europa-Tour sejre
- 2004: Dunhill Championship
- 2007: Open de España
- 2008: Madrid Masters
- 2010: Africa Open
- 2010: Joburg Open
- 2011: Joburg Open
- 2011: US Masters (Major-turnering)